# Bouble (wieś)
Bouble (biał. Баўблі, Baubli; ros. Боубли, Boubli) – wieś na Białorusi, w obwodzie grodzieńskim, w rejonie wołkowyskim, w sielsowiecie Izabelin.
Dawniej okolica szlachecka. W dwudziestoleciu międzywojennym Bouble leżały w Polsce, w województwie białostockim, w powiecie wołkowyskim, w gminie Izabelin.